# أفلاطون البختري
أفلاطون البختري هو ملك من الملوك الهنود الإغريق، ويعرف باسم ديودوتس الثالث؛ ويعتقد أنه حكم في الفترة ما بين سنتي 170–165 سنة قبل الميلاد.
سك في عهده، كما في باقي الملوك الإغريق البختريين، كمية وافرة من النقود المعدنية.